# Zottige Wolfsmilch

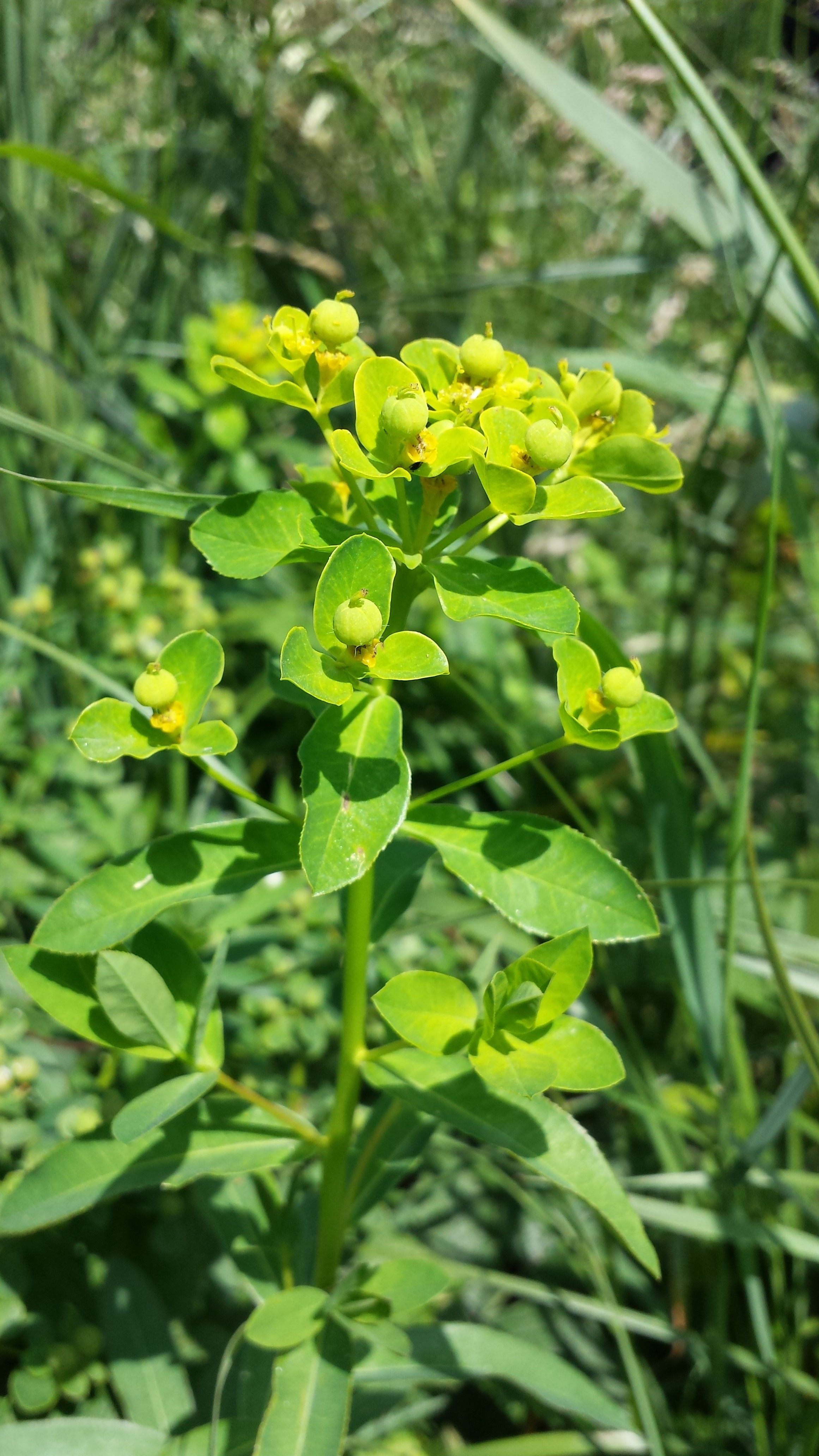
Laubblätter und Blütenstand

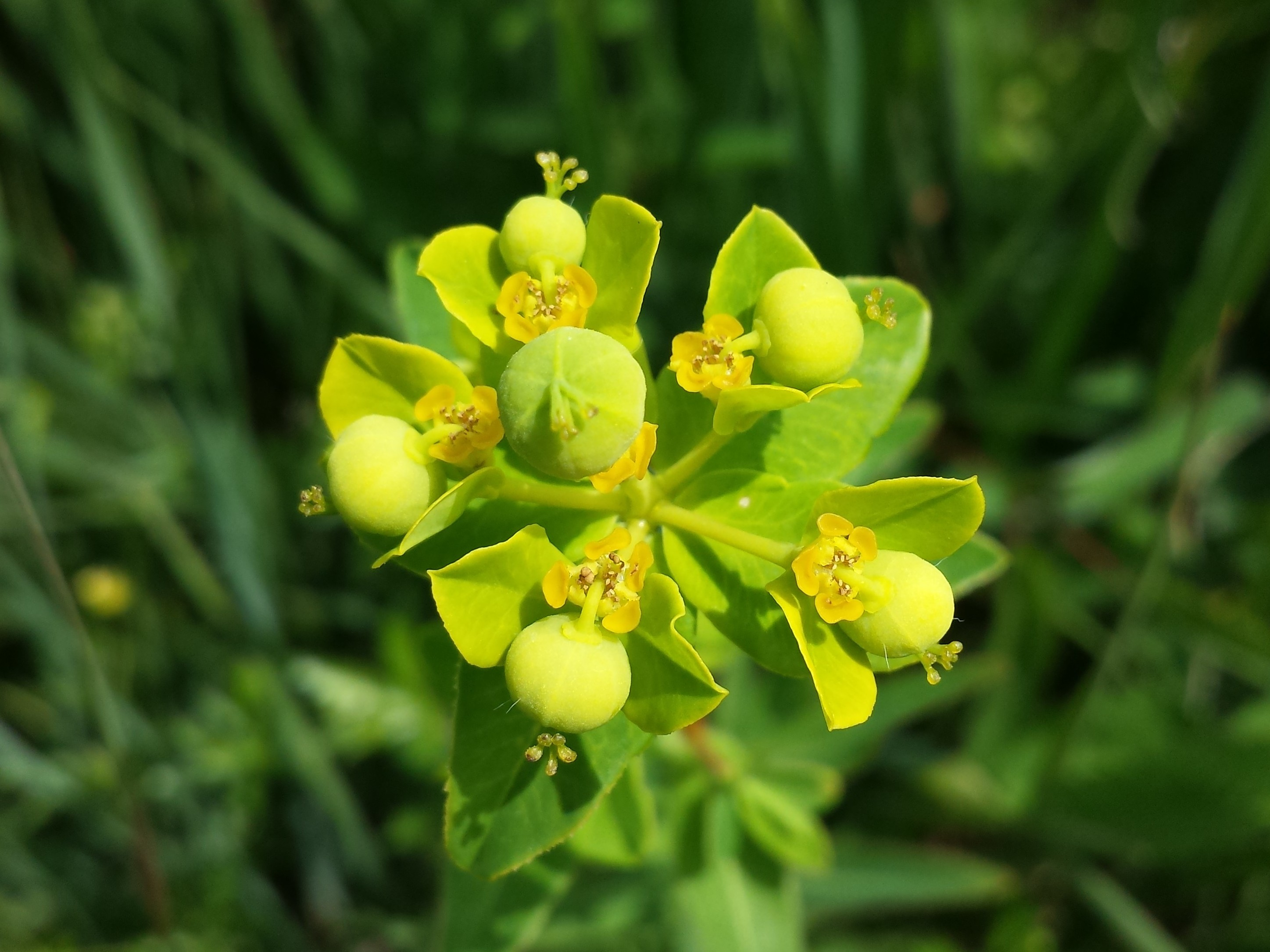
Blütenstand mit Blüten im Detail

Die Zottige Wolfsmilch (Euphorbia illirica Lam., Syn.: Euphorbia villosa Waldst. & Kit. ex Willd.), auch Flaum-Wolfsmilch und Wollige Wolfsmilch genannt, ist eine Pflanzenart aus der Gattung Wolfsmilch (Euphorbia) innerhalb der Familie der Wolfsmilchgewächse (Euphorbiaceae).

## Beschreibung

### Vegetative Merkmale
Die Zottige Wolfsmilch ist eine ausdauernde, krautige Pflanze, die Wuchshöhen von 50 bis 80 Zentimetern erreicht. Sie bildet eine Pleiokorm-Wurzel aus. Der Stängelgrund ist mit Schuppenblättern bedeckt.
Die Laubblätter sind bei einer Länge von 2 bis 5 Zentimetern sowie einer Breite von 1 bis 2 Zentimetern schmal-elliptisch, länglich, länglich-lanzettlich oder länglich-eiförmig. Sie sind sitzend oder sehr kurz gestielt. Die Blattunterseite ist weich behaart. Die oberen Blätter ist gegen die Spitze klein gesägt.

### Generative Merkmale
Die Blütezeit reicht von Mai bis Juni. Die Hochblätter sind kahl. Die Scheindolde ist fünf- bis mehrstrahlig. Jeder Strahl ist zuerst dreiteilig, dann zweiteilig. Das Cyathium ist 3 Millimeter lang und hat quer ovale, ganzrandige, anfangs gelblichgrüne, später rotgelbe Nektardrüsen.
Die Kapselfrüchte sind 3 bis 3,5 Millimeter lang, kahl oder nur mit vereinzelten Haaren bedeckt. Die glänzend schwarzbraunen Samen sind bei einer Länge von 2 bis 2,5 Millimetern eiförmig-kugelig, glatt oder mit spärlichen halbkugeligen Warzen bedeckt.
Die Chromosomenzahl beträgt 2n = 20.

## Vorkommen
Es gibt Fundortangaben für Algerien, Gibraltar, Spanien, Andorra, Frankreich, Monaco, Italien, Österreich, Liechtenstein, Deutschland, Polen, Belarus, Ungarn, die früheren Tschechoslowakei, das frühere Jugoslawien, Rumänien, Albanien, Griechenland, den europäischen Teil der Türkei und die Ukraine.
Die Zottige Wolfsmilch kommt im warmgemäßigten Europa in nassen Staudenfluren und Sumpfwiesen vor. Außer in Europa kommt sie auch in Algerien vor.
Ihr einziges, schon in alten Floren bekanntes Vorkommen in Deutschland liegt beim Passauer Ortsteil Hals. Dieses Vorkommen ist völlig isoliert, die nächsten Fundorte liegen in Österreich und in Schlesien. Im Botanischen Garten München wurde im Regierungsauftrag aus Stecklingen Euphorbia illirica vermehrt und an einigen schwer zugänglichen Stellen im Tal der Ilz wieder angesiedelt. In der Roten Liste der gefährdeten Pflanzenarten Deutschlands nach Metzing et al. 2018 ist Euphorbia illirica in die Kategorie 1 = „Vom Aussterben bedroht“ eingeordnet.
In Österreich tritt die Flaum-Wolfsmilch selten auf feuchten und nassen Wiesen und Gebüschsäumen in der collinen Höhenstufe auf. Die Vorkommen erstrecken sich auf die Bundesländer Wien, Niederösterreich, das Burgenland, die Steiermark und Kärnten und diese Art gilt in Österreich als stark gefährdet.

## Taxonomie
Die gültige Erstveröffentlichung erfolgte unter dem Namen Euphorbia illirica erfolgte 1788 durch Jean-Baptiste Lamarck in Encyclopédie méthodique. Botanique, Tome 2, S. 435. Der oft verwendete Name Euphorbia villosa Waldst. & Kit. ex Willd. wurde erst 1799 durch Franz Adam von Waldstein und Pál Kitaibel in Carl Ludwig Willdenow: Species Plantarum, 2, S. 909 veröffentlicht. 
Weitere Synonyme für Euphorbia illirica Lam. sind: Galarhoeus villosus (Waldst. & Kit. ex Willd.) Prokh., Tithymalus villosus (Waldst. & Kit. ex Willd.) Pacher, Tithymalus villosus var. trichocarpus (W.D.J.Koch) Dostál, Tithymalus villosus var. tuberculatus (W.D.J.Koch) Dostál, Tithymalus hirsutus Lam., Tithymalus subcordatus Klotzsch & Garcke, Tithymalus volhynicus (Besser ex Racib.) Holub, Euphorbia villosa Waldst. & Kit. ex Willd., Euphorbia villosa var. longifolia (Rouy) O.Bolòs & Vigo, Euphorbia costata Schur, Euphorbia distinguenda Schur, Euphorbia distincta Schur, Euphorbia klokovii Dubovik, Euphorbia mollis C.C.Gmel., Euphorbia pilosa var. villosa (Waldst. & Kit. ex Willd.) Nyman, Euphorbia pilosa subsp. villosa (Waldst. & Kit. ex Willd.) Nyman, Euphorbia pilosa var. illirica (Lam.) Nyman, Euphorbia pilosa var. longifolia Rouy, Euphorbia pilosa var. reichenbachiana (Willk.) Boiss., Euphorbia pilosa var. trigonocarpa (Fisch.) Boiss., Euphorbia procera var. trichocarpa W.D.J.Koch, Euphorbia procera var. tuberculata W.D.J.Koch, Euphorbia reichenbachiana Willk., Euphorbia subcordata (Klotzsch & Garcke) Schur, Euphorbia trigonocarpa Fisch., Euphorbia volhynica Besser ex Racib., Euphorbia carinthiaca Traunf. ex Boiss. nom. illeg., Euphorbia cantabrica Rouy nom. illeg., Euphorbia multiformis Schur nom. illeg., Euphorbia pseudovillosa Klokov nom. illeg., Euphorbia cechica Opiz nom. nud., Euphorbia hirsuta Kit. ex Boiss. nom. inval.

## Nutzung
Die Zottige Wolfsmilch wird selten als Zierpflanze für Staudenbeete und Teichränder genutzt. Die Sorte ‘Clarity’ hat eine gelbe Herbstfärbung.